# Miednica większa
Miednica większa – w anatomii człowieka górna, szeroka część miednicy kostnej. Oddzielona kresą graniczną od miednicy mniejszej. Miednica większa jest szeroko otwarta do przodu i do góry. Ograniczona jest kręgosłupem lędźwiowym od tyłu, po bokach jest ograniczona talerzami kości biodrowych, stanowiących podstawę jamy brzusznej. W niej i ponad nią w jamie brzusznej znajduje się trzon macicy oraz jajo płodowe podczas ciąży.